# Southgate HC
Southgate Hockey Club (Southgate HC) is een Engelse hockeyclub uit Noord-Londen.
De club is opgericht in 1886 en speelt op het Southgate Hockey Centre in Trent Park, bij Oakwood.
De club won de Hockey Association Cup in 1975, 1980, 1982, 1985, 1986, 1987 en 1988. Dit stond gelijk aan het landskampioenschap omdat de National League nog niet was opgericht. In 1989 werd ook de National League gewonnen. Ook won de club de Europacup I in 1976, 1977 en 1978.